# Fila El Cocuy
La Fila El Cocuy es una formación montañosa ubicada en el Municipio Tinaquillo en el extremo norte del estado Cojedes, Venezuela. A una altitud promedio de 687 m s. n. m., la Fila El Cocuy es una de las montañas más altas en Cojedes.
Sobre la Fila El Cocuy se asienta la carretera de Caño de Indio a nivel de El Amparo.